# Summer of Haze
Summer of Haze — российский музыкант, исполнитель в стилях электронной музыки. Настоящее имя — Захар Бравиков. Основатель жанра weedwave.

## Биография
В детстве Захар обучался в тамбовской музыкальной школе по классу гитары, но обучал его преподаватель домбрист, да ещё и абсолютно формально (в школе не было свободных мест у преподавателей-гитаристов). После трёх лет обучения бросил музыкальную школу и начал заниматься с репетитором-гитаристом, изучал блюз. Затем создал свою металкор-группу. Параллельно заинтересовался записью музыки с помощью Fruity Loops, после чего постепенно прекратил выступления в группе и стал заниматься клубной музыкой. В 2008-2009 годах входил в число лучших андерграунд диджеев города, постоянно выступал на вечеринках, но при этом был неудовлетворён отсутствием собственного стиля.
После прочтения Pitchfork и Lookatme Захар нашёл для себя много новой музыки, от витч-хауса до чиллвейва, познакомился с творчеством Энди Стотта и DJ Screw, после чего начал выступать под псевдонимом Summer of Haze. Его выступления отличались экспрессивной манерой, позаимствованной у Хантера С. Томпсона, Ol’ Dirty Bastard и английского диджея Марки Джи. Первое выступление прошло в московском клубе Pravda, после чего их количество стало расти. Помимо России Захар неоднократно выступал на Украине, в Белоруссии, Прибалтике, Словении, Венгрии, Германии. Ежегодно приглашался в тур по городам Китая. При этом полное имя музыканта остаётся неизвестным, а на концертах и во время интервью он закрывает лицо банданой. К своим единомышленникам Summer of Haze причислял распавшуюся группу YungRussia и движение Скотобойня.
В 2015 году Summer of Haze вошёл в шорт-лист премии актуальной музыки Jagermeister Indie Awards в номинации «Электроника» вместе с Mujuice и Pixelord. С 2017 года начал давать сольные выступления.
Сотрудничает с лейблами "Hyperboloid" и "NEDOSTUPNOSTЬ". Неоднократно выпускался на виниле.

## Дискография

### Студийные альбомы
- Come With Me, Hail Mary (18 января 2012)
- ∞ Sativia ∞ (3 апреля 2012)
- ∞ Screwee► Smok▲ ∞ (11 октября 2012)
- Gospel (12 декабря 2012)
- Stoned Sweety (8 марта 2013)
- Ω†Р∆ЖΣНИΣ З∆К∆†∆ 8 ΩКН∆Х СƱПΣРМ∆РКΣ†∆ (15 апреля 2013)
- Чʃрнω†∆ (10 июня 2013)
- Jessica (8 сентября 2014)
- Holy Heavenh∞d (7 декабря 2014)
- Infinite (15 июня 2017)
- P A C I F I C A (13 февраля 2018)
- Mortem. Beyond The Fog (25 октября 2019)
- X CHERNOBURKV "48 X 84" (11 февраля 2021)
- Sheer Beauty (24 ноября 2023)

### Мини-альбомы
- Hazy Memories (24 ноября 2011)
- I▼You (24 декабря 2011)
- Venustraphobia (16 августа 2012)
- N2O (21 сентября 2018)

### Синглы

#### Участие
- 2023 — VSN7 — «So Young But So Cold» (при участии Summer Of Haze)
- 2023 — plenka — «Alliance» (при участии M()RE, Beneath My Shade, CREEPYMANE, Summer Of Haze)
- 2024 — Teaching in Trips — «Arena» (при участии Summer Of Haze)
- 2024 — Teaching in Trips — «GEKATOMBA» (при участии Summer Of Haze)
- 2024 — Asenssia — «ЯД» (при участии Summer Of Haze)
- 2024 — Beneath My Shade — «MJ» (при участии Summer Of Haze)
- 2024 — Beneath My Shade — «Hit The Club» (при участии Summer Of Haze)

#### Сольные синглы
- 2016 — Summer Of Haze — «Ripple Hero» (при участии Pixelord)
- 2017 — Summer Of Haze — «Beauty हम Empty»
- 2020 — Summer Of Haze — «Jessie at My Grave (Famitsu Flip)» (при участии Famitsu)
- 2021 — Summer Of Haze — «Until We Die» (при участии Beneath My Shade)
- 2021 — Summer Of Haze — «Punisher» (при участии Aura Shred)
- 2022 — Summer Of Haze — «Classica» (при участии CREEPYMANE)
- 2022 — Summer Of Haze — «Smoky Town»
- 2022 — Summer Of Haze — «Until We Die (Speed Up)» (при участии Beneath My Shade)
- 2023 — Summer Of Haze — «Meditative Look» (при участии Sensi Affect)
- 2023 — Summer Of Haze — «Space Cookie Drama»
- 2023 — Summer Of Haze — «Groove» (при участии Chernoburkv)
- 2023 — Summer Of Haze — «I'm Your Tender»
- 2023 — Summer Of Haze — «Eazy»
- 2023 — Summer Of Haze — «Ghetto Phonk Anthem»
- 2023 — Summer Of Haze — «Hey Jessica, I Rolled a Joint» (при участии Beneath My Shade)
- 2024 — Summer Of Haze — «Grave Riot»
- 2024 — Summer Of Haze — «Anthem Of Haze» (при участии Outdate Electro)
- 2025 — Summer Of Haze — «Rawww!»

### Видеография
- 2024 — Summer Of Haze - Grave Riot (Official Video) (dir. Teaching in Trips)[5]